# Wadsworth, Nevada
Wadsworth är en ort i Washoe County i delstaten Nevada, USA.